# Zeitgeist: Moving Forward
Zeitgeist: Moving Forward este al treilea film din seria Zeitgeist de Peter Joseph.  Filmul a fost lansat prin intermediul internetului la 26 ianuarie 2011. În septembrie 2012, filmul avea peste 18 milioane de vizualizări pe YouTube.

## Conținut
Filmul este împărțit în patru părți succesive. Fiecăre parte conține un amestec de interviuri, narațiune și secvențe animate.

## Interviuri
Cu: Dr. Robert Sapolsky, Dr. Gábor Máté, Richard Wilkinson, Dr. James Gilligan, Dr. John McMurtry, Michael Ruppert, Max Keiser, Dr. Behrokh Khoshnevis, Dr. Adrian Bowyer, Jacque Fresco, Roxanne Meadows, Dr. Colin J. Campbell și Jeremy J. Gilbert.